# 권력 남용
권력 남용(abuse of power) 또는 권한 남용(abuse of authority)는 배임(背任, malfeasance in office) 또는 직권남용(official misconduct)의 형태를 띠는 불법행위를 저지름으로써, 공무 수행에 영향을 미치는 것을 말한다. 배임은 종종 법규 또는 소환투표에 의한 선출직 공무원의 해임의 정당한 사유(just cause)로 인정된다. 권력 남용 중 상당수는 공무원이 자신의 이익을 위해 부패(corruption)를 자신의 권력을 악용하는 경우에 해당한다.

## 같이 보기
- 직권남용죄
- 배임
- 부정부패
- 정치 부패
- 부패지수
- 뇌물
- 부정청탁 및 금품 등 수수의 금지에 관한 법률